# Secășeni, Caraș-Severin
Secășeni (română 1924 Secaș) este un sat în comuna Ticvaniu Mare din județul Caraș-Severin, Banat, România.

## Imagini

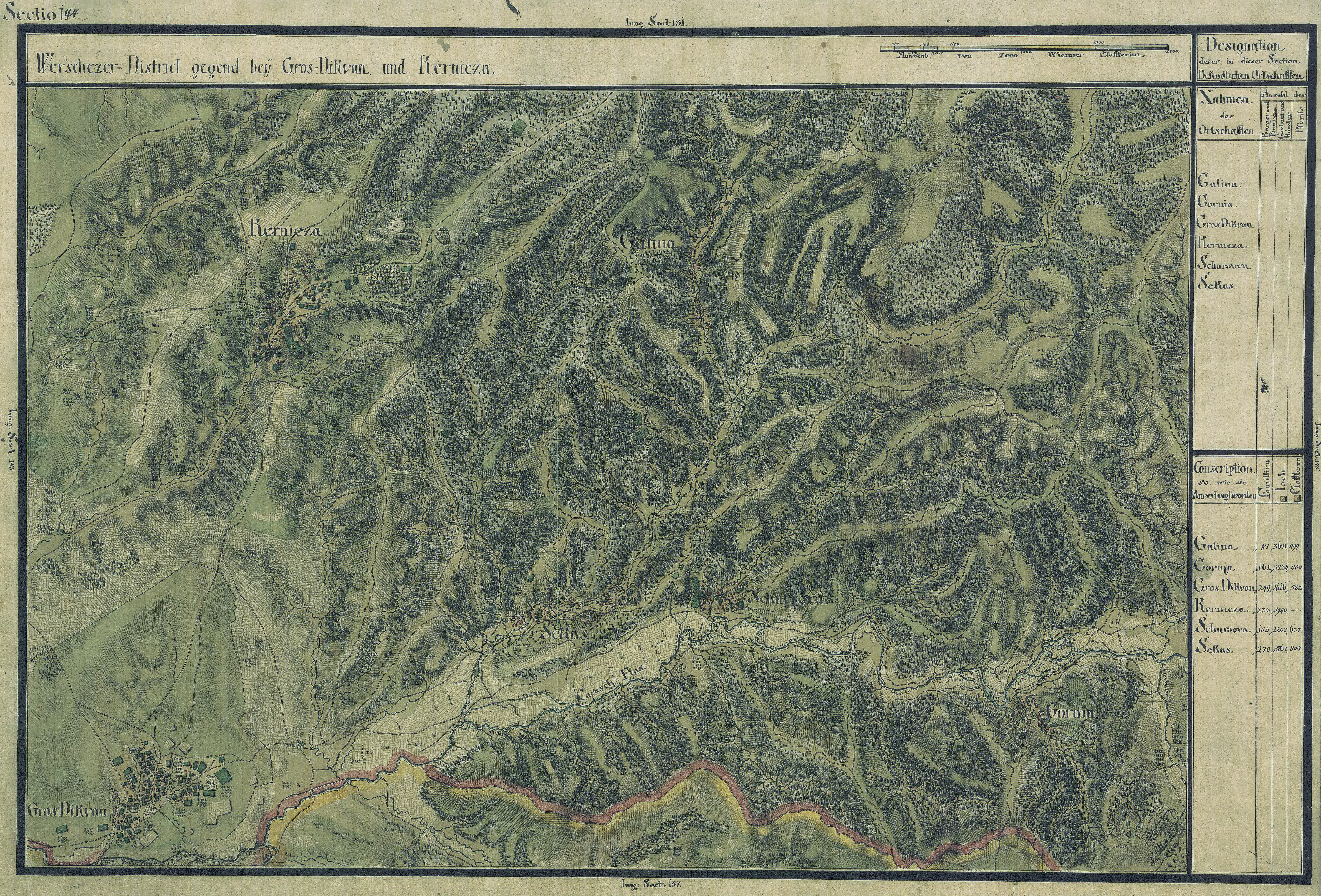
Secășeni în Harta Iosefină a Banatului, 1769-72
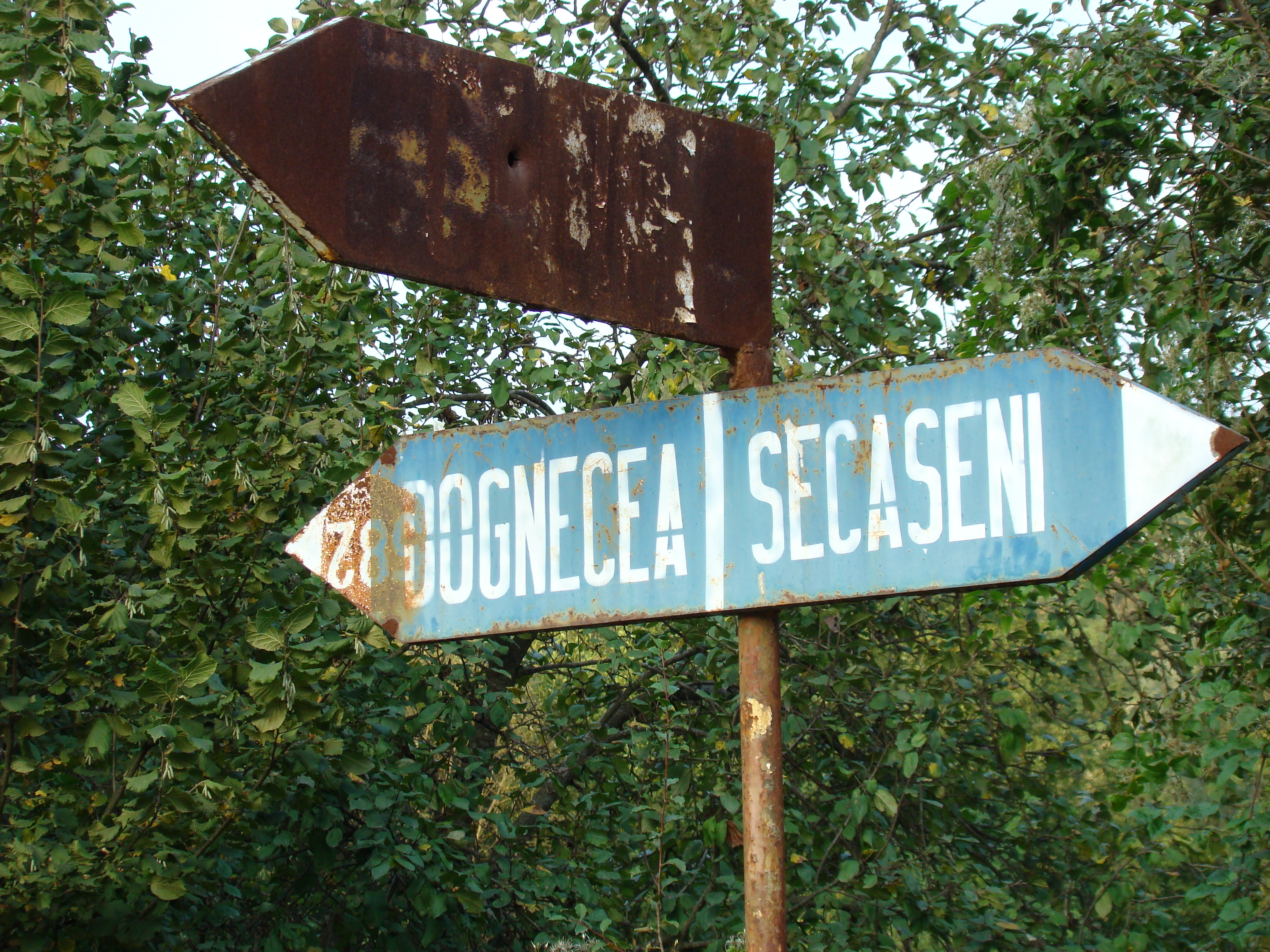
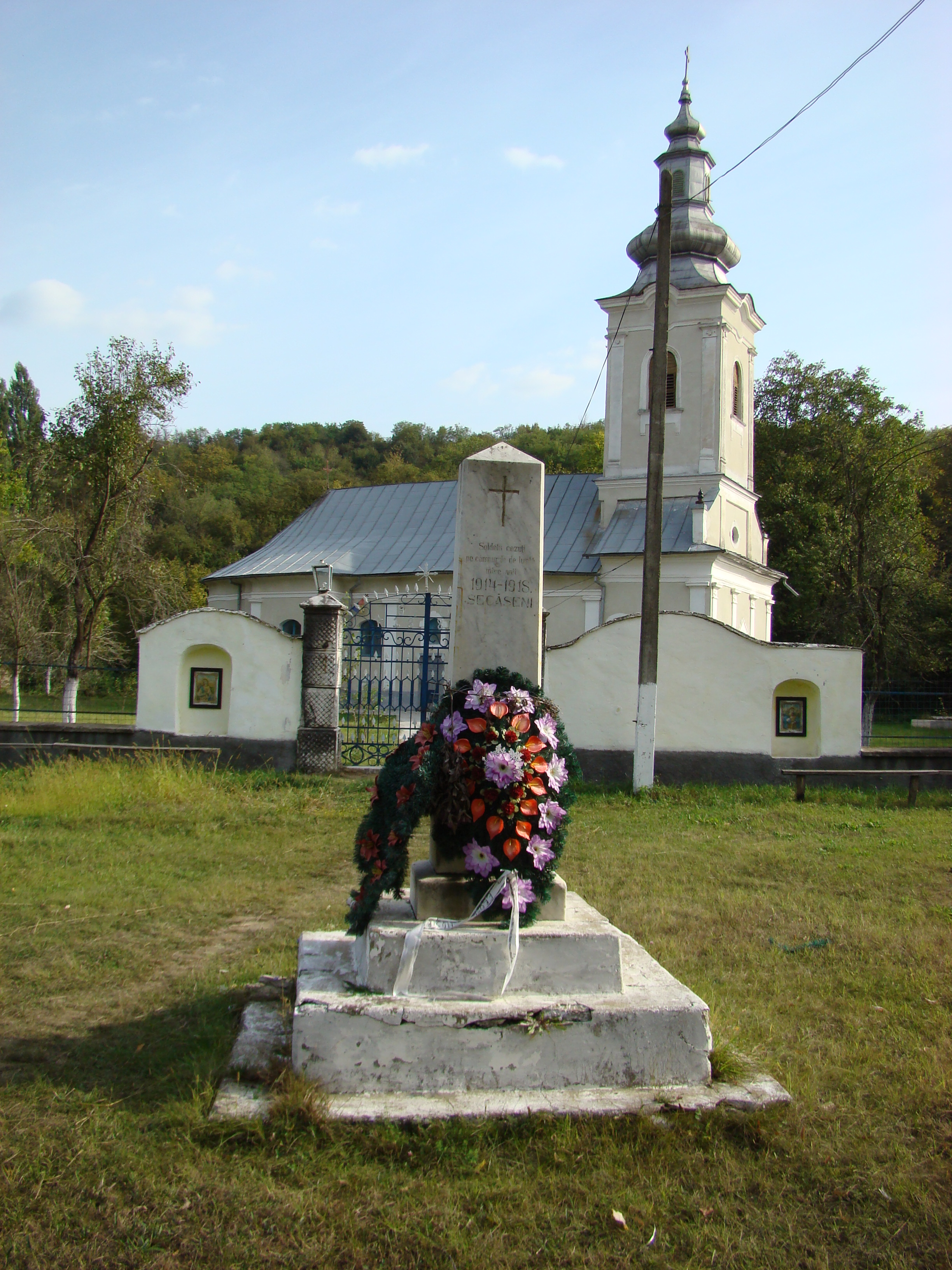
Monumentul eroilor
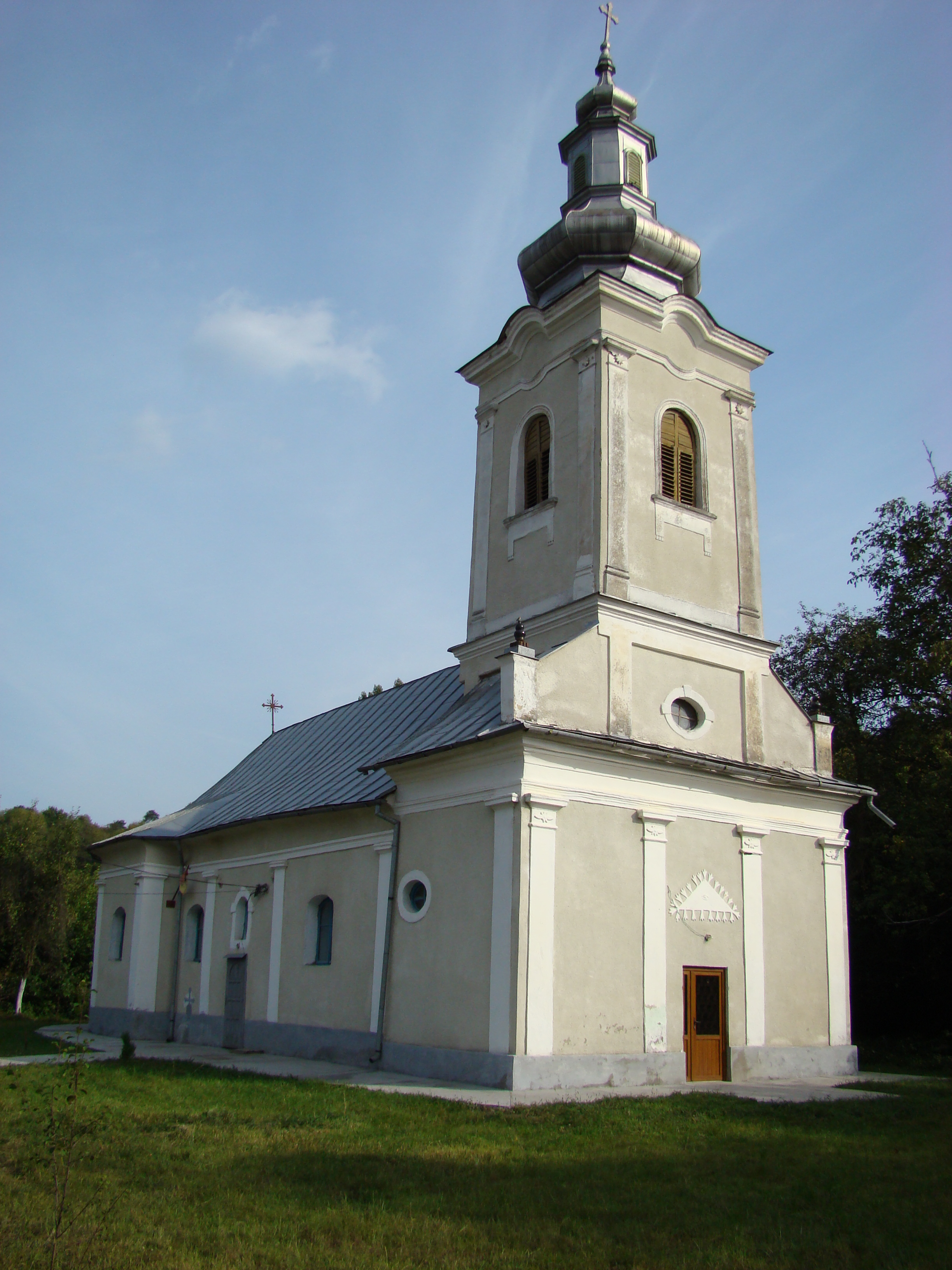
Biserica monument „Sfinții Arhangheli”
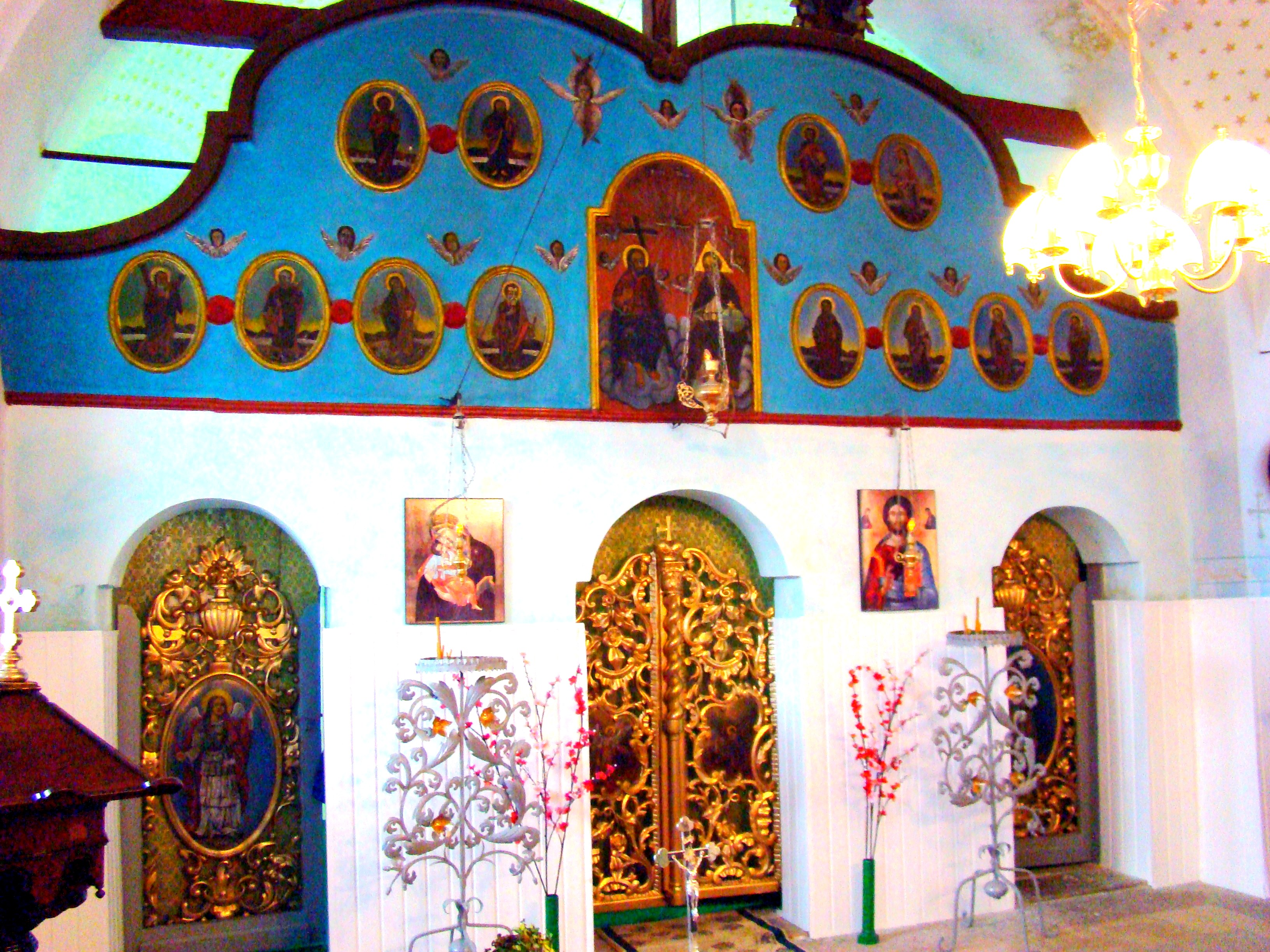
Iconostasul